# Cuadernos de Antropología Social
Cuadernos de Antropología Social es una revista académica sobre antropología social publicada por el Instituto de Ciencias Antropológicas (ICA) de la Facultad de Filosofía y Letras de la Universidad de Buenos Aires.

## Misión y objetivos
Esta revista publica trabajos de autores de Argentina y otros países que realicen investigaciones relacionadas con la antropología social. De esta forma, la revista pretende poder contribuir en dar difusión y apoyar el avance del conocimiento antropológico, principalmente por medio de dar espacio a problemáticas y enfoques novedosos en el campo disciplinar. A su vez, se plantea impulsar el intercambio académico dentro de las ciencias sociales. En palabras textuales de la revista, ésta pretende: 
Ser instrumento de difusión de la práctica antropológica tanto de los miembros de la Sección de antropología Social del Instituto de Ciencias Antropológicas como de otros ámbitos, promoviendo la aproximación entre investigadores y docentes.
Se trata de una revista de de acceso abierto bajo una licencia Creative Commons (CC BY), gratuita, revisada por pares con periodicidad semestral. Por año salen dos números de numeración correlativa. Se publican diferentes tipos de trabajos, principalmente artículos originales, traducciones de trabajos de interés, comentarios o reseñas de libros y debates académicos puedan constituir avances en las discusiones teóricas del momento.
Dentro de cada número suele haber una sección temática (dossier) dedicada a una temática o problemática en particular, y un espacio abierto donde se pueden presentar manuscritos relacionados con cuestiones y enfoques de producción reciente. La revista está abierta a investigadores formados tanto de Argentina como del extranjero. Principalmente se editan trabajos en español, aunque también pueden publicar en portugués, siempre y cuando cumplan con las normas y políticas de la revista.

## Historia
La revista Cuadernos de Antropología Social comenzó a ser editada por el Instituto de Antropología en el año 1988, saliendo en dicho año dos números. Los primeros números de la revista se caracterizó por publicar traducciones de trabajos científicos de investigadores extranjeros, incorporando de a poco artículos de autores nacionales.
Durante la década de 1990 siguió siendo publicada de forma salteada pero con continuidad. A partir del año 2000 comenzaron a publicarse dos números al año, manteniendo esta periodicidad y continuidad al menos hasta el año 2022. Los tres primeros números estuvieron dirigidos por Mauricio Boivin, luego la dirección fue asumida por Hugo Trinchero.

## Resumen e indexación
La revista está indexada en el Núcleo Básico de Revistas Científicas (CAICyT – CONICET), LATINDEX (Sistema Regional de Información en Línea para Revistas Científicas de América Latina, el Caribe, España y Portugal), y RedALyC (Red de Revistas Científicas de América Latina y el Caribe, España y Portugal).